# Nicol Finlayson
Nicol Finlayson (né vers 1795 à Loch Alsh en Écosse et décédé le 17 mai 1877 à Nairn en Écosse) est un explorateur écossais et agent de la Compagnie de la Baie d'Hudson au Canada. 

## Biographie
Nicol Finlayson naît à Loch Alsh en Écosse, vers 1795. En 1815, il est embauché avec son frère Duncan par la Compagnie de la Baie d'Hudson, à titre de commis aux écritures. Nicol Finlayson œuvre d'abord à Fort Albany, puis dans des postes de traite secondaires situés à l’intérieur des terres. 
Le 10 août 1829 à Moose Factory, il épouse Elizabeth Kennedy, fille d'Alexander Kennedy, agent de la Compagnie de la Baie d'Hudson. Le couple aura deux fils et une fille. Au cours de sa vie, Finlayson aura aussi quatre fils et une fille avec une femme autochtone dont le nom est inconnu. 
Le 10 juin 1830, Finlayson et son second Erland Erlandson quittent Moose Factory à la demande de George Simpson, gouverneur de la Compagnie de la Baie d'Hudson, et entreprennent une expédition vers la baie d’Ungava. Celui-ci souhaite alors développer le commerce des fourrures avec les Inuits du détroit d’Hudson, qui fréquentent à l'époque les missions moraves du Labrador. La région de l'Ungava est à l'époque peu connue des Européens,. Cette même année, Erlandson et lui atteignent la rivière South (aujourd'hui la rivière Koksoak), et y établissent le poste de traite de Fort Chimo (aujourd'hui Kuujjuak). Il en devient le chef de poste en 1833. Rapidement, le poste souffre de son isolement géographique et les liaisons entre York Factory et les postes de la baie James sont difficiles. La région est d'ailleurs pauvre en gibier et les Inuits sont peu enclins à pratiquer la traite des fourrures avec la Compagnie de la Baie d'Hudson. Avec toutes ces difficultés, le poste sera d'ailleurs fermé dès 1842. Au cours de leu séjour, les membres de l'expédition entreprennent l'exploration de la péninsule d'Ungava et des territoires des rivières George et Caniapiscau. 
En juillet 1836, Nicol Finlayson quitte fort Chimo pour le poste de Moose Factory. Au cours des années suivantes, il continue d’œuvrer pour le compte de la Compagnie de la Baie d'Hudson et est amené à travailler aux postes de Michipicoton, York Factory, ainsi que dans les districts de Rainy Lake, Saskatchewan, Swan River, Île-à-la-Crosse et Cumberland. En 1846, Nicol Finlayson devient l'agent principal de la compagnie et membre du Conseil du Northern Department of Rupert’s Land.
Au cours de son service dans l'Ungava, sa santé se dégrade. Il en gardera des séquelles le reste de sa carrière. Après sa retraite en 1855, s’installe à Nairn en Écosse. Il y meurt le 17 mai 1877. 